# 山口駅 (愛知県)
山口駅（やまぐちえき）は、愛知県瀬戸市田中町にある愛知環状鉄道線の駅である。駅番号は19。豊田市方面へ直通で行ける為、近年はトヨタ関連の従業員の利用客が増加傾向にある。また駅周辺も宅地開発が行われ人口も増えている。

## 歴史
- 1988年（昭和63年）1月31日：愛知環状鉄道の駅として、新豊田 - 高蔵寺間の開通にあわせて開業[1][2]。
- 1989年（平成元年）度：上りホームを2両分から4両分に延長[3]。
- 1998年（平成10年）4月1日：有人化[4]。
- 2012年（平成24年）11月1日：駅務室改築、自動券売機をバリアフリー対応型に更新[4]。
- 2017年（平成29年）2月19日：エレベータ設置[4]。
- 2019年（平成31年）3月2日：ICカード「TOICA」の利用が可能となる[5]。

## 駅構造
高架駅であり、相対式ホーム2面2線を持つ。
高架のホームの下に改札口が開設されている。有人駅であるが駅員は日中に配置されるのみであり、その他の時間帯は無人駅となっている。また、自動券売機が導入されている。

### のりば
| 番線 | 路線            | 方向 | 行先       | ホーム長 |
| ---- | --------------- | ---- | ---------- | -------- |
| 1    | ■愛知環状鉄道線 | 上り | 岡崎方面   | 4両      |
| 2    | ■愛知環状鉄道線 | 下り | 高蔵寺方面 | 4両      |

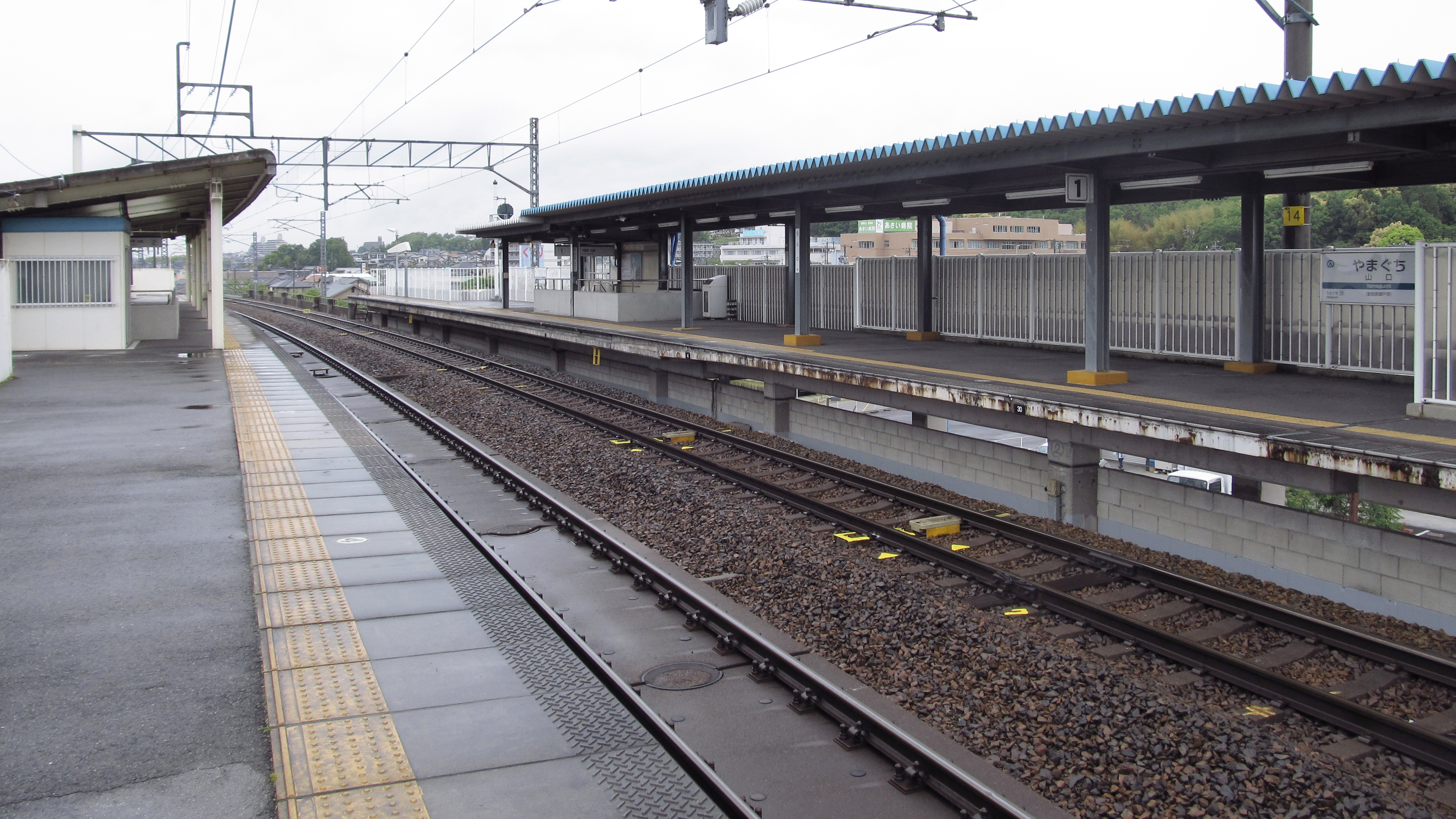
ホーム
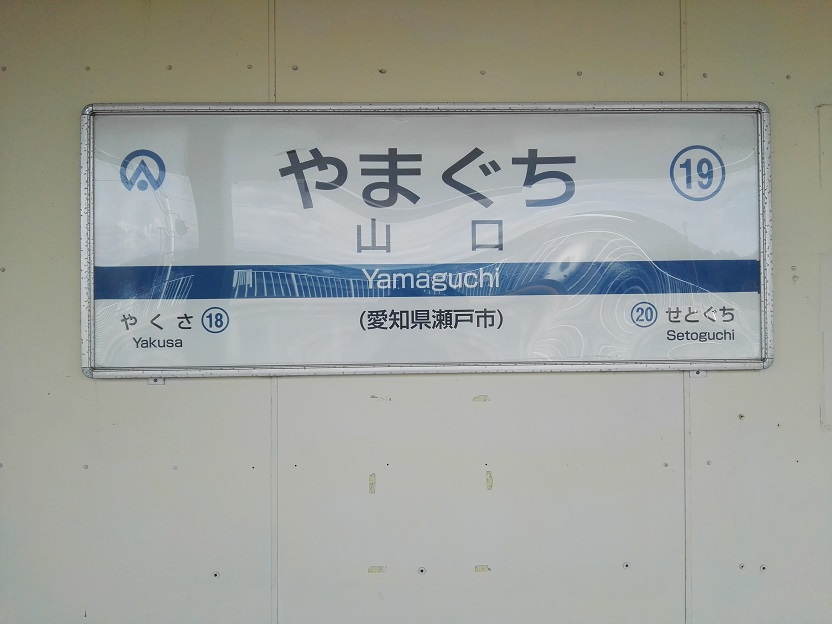
駅名標
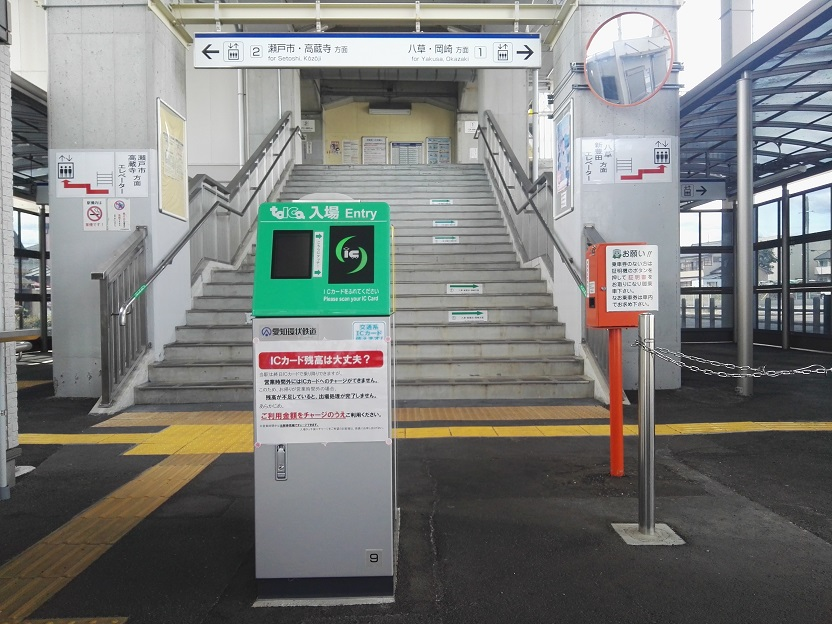
簡易TOICA改札機

## 利用状況
「瀬戸市統計書」、「移動等円滑化取組報告書」によると、当駅の一日平均乗車人員は、以下の通り推移している。
- 2002年度　842人
- 2003年度　774人
- 2004年度　866人
- 2005年度　1,092人
- 2006年度　913人
- 2007年度　958人
- 2008年度　1,002人
- 2009年度　1,032人
- 2010年度　1,049人
- 2011年度　2,174人（乗降客数）
- 2012年度　2,182人（乗降客数）
- 2013年度　2,184人（乗降客数）
- 2014年度　2,146人（乗降客数）
- 2015年度　2,005人（乗降客数）
- 2016年度　2,016人（乗降客数）
- 2017年度　1,791人（乗降客数）
- 2018年度　1,932人（乗降客数）
- 2019年度　1,965人（乗降客数）
- 2020年度　1,686人（乗降客数）

## 駅周辺
住宅地となっており、所々に商店がある。寺や神社は駅北側にある。
| - 山口郷土資料館 - 瀬戸万博記念公園 愛・パーク - 広久手30号窯跡 - 尾張東地方卸売市場 - 瀬戸信用金庫山口支店 - 瀬戸市斎苑 - 春雨墓苑 - 本泉寺 - 聖霊中学校・高等学校 | - あいち産業科学技術センター瀬戸窯業技術センター - やまぐち病院 - 瀬戸市立幡山東小学校 - 愛知県赤十字血液センター - 海上の森 - あいち海上の森センター - 国道155号 - 国道248号 - 瀬戸市コミュニティバス「山口駅」停留所 - あさい病院 |

## 隣の駅
愛知環状鉄道
■愛知環状鉄道線
八草駅（18） - 山口駅（19） - 瀬戸口駅（20）